# 德爾塔縣 (密歇根州)
德爾塔县（英語：Delta County）是美国密西根上半島南部的一個縣，南靠密歇根湖，面積5,158平方公里。根據2020年美國人口普查，共有人口38,520人。縣治埃斯卡諾巴。該縣政府成立於1861年，縣名來自其形狀，類似於希臘字母「Δ」的發音。